# 三山節子
三山 節子（みやま せつこ、1952年 4月3日 - ）は、日本の漫画家。石川県出身。

## 来歴
1969年第3回りぼん新人まんが賞努力賞受賞。翌年同誌の「ナイスシュート」でデビュー。以降、少女誌に作品を数多く発表。1981年頃からレディースコミックにも進出している。

## 主要単行本リスト
- 明日への白球（集英社、1977年）
- 水無月に笑って（集英社、1981年）
- うかれて弥生（集英社、1982年）
- かってに師走（集英社、1983年）
- 霜月騒動記（集英社、1984年）
- あっぱれ皐月（集英社、1985年）
- 扇子と杓子（集英社、1985年）
- お茶はいかが？（集英社、1986年）
- 花野にて（双葉社、1989年）
- おれたちの天使（秋田書店、1996年）